# Palazzo Negri della Torre
Palazzo Negri della Torre è un palazzo di Pavia, in Lombardia.

## Storia
Negli ultimi decenni del Seicento, i Negri, che riceveranno dal re Carlo II il titolo di conti nel gennaio del 1700, decisero di rinnovare la loro residenza urbana, trasformandola in un palazzo adeguato a rappresentare il nuovo status sociale della famiglia. Nel 1833 l'edificio venne acquistato da Zaccaria Tealdi, mentre nel 1840 passò a Pietro Marozzi e, dopo vari passaggi di proprietà, è stato integralmente restaurato nel 2003 e ora è sede di abitazioni e uffici.

## Descrizione
La facciata è arricchita da un portone bugnato in pietra del XVII secolo, affiancato da lesene in stile dorico, mentre sul prospetto nord del palazzo (che si affaccia su via Ada Negri) si conservano tracce di murature medievali, forse dell'XI secolo, e una finestra in cotto rinascimentale (molto simile a quella del vicino palazzo Cavagna), resti degli edifici inglobati nel complesso seicentesco. Varcato il portone si accede in un portico, su colonne doriche in granito, aperto sul cortile d'onore del palazzo, diviso in due da arcate corrette da colonne è arricchito da una pavimentazione in acciottolato al disegno. Internamente si conservano alcune sale dotate di soffitti lignei dipinti e affreschi di fine Seicento con scene ispirate alle Metamorfosi di Ovidio, mentre altri ambienti presentano decorazioni neoclassiche e ottocentesche.

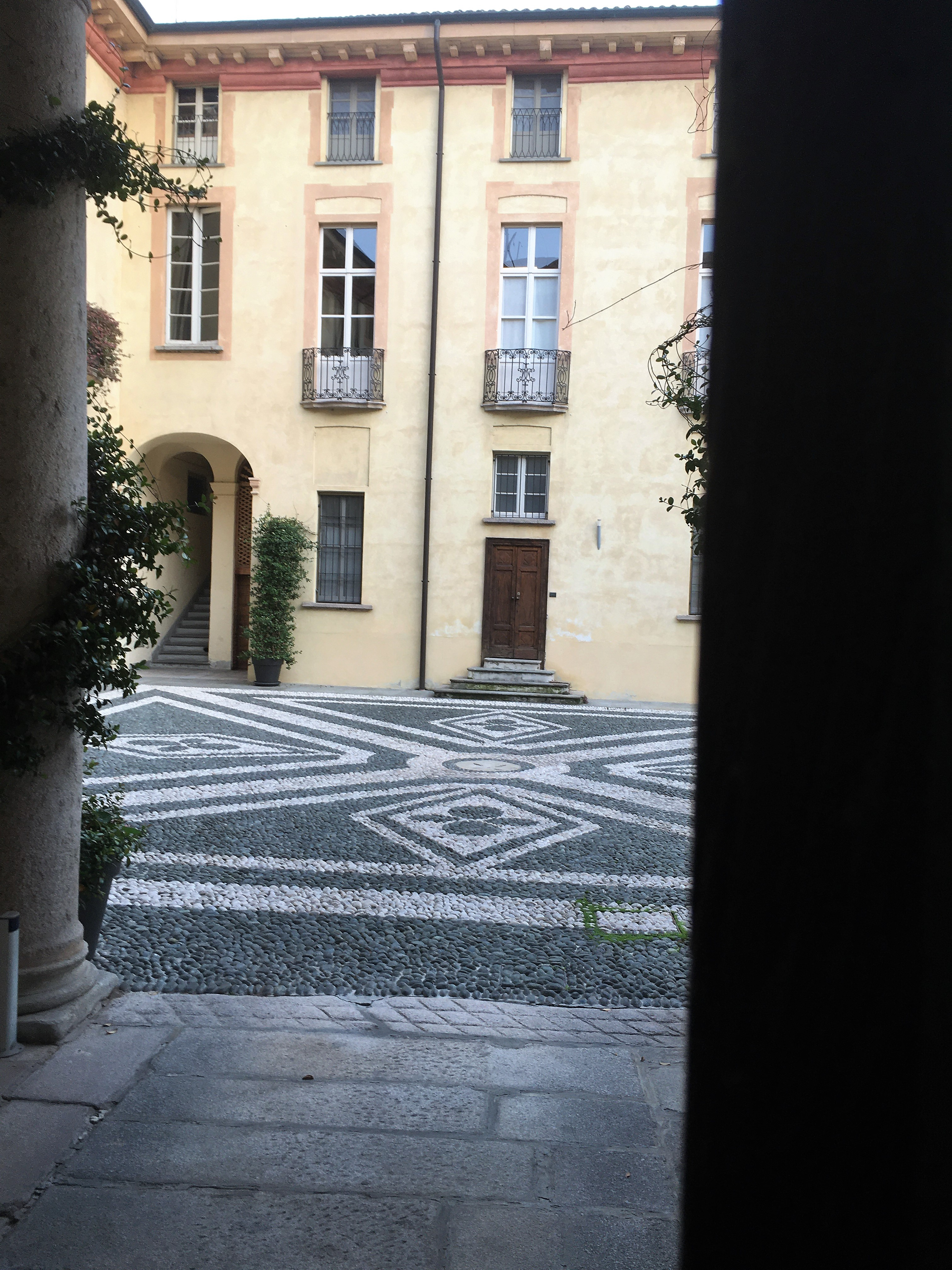
il cortile interno
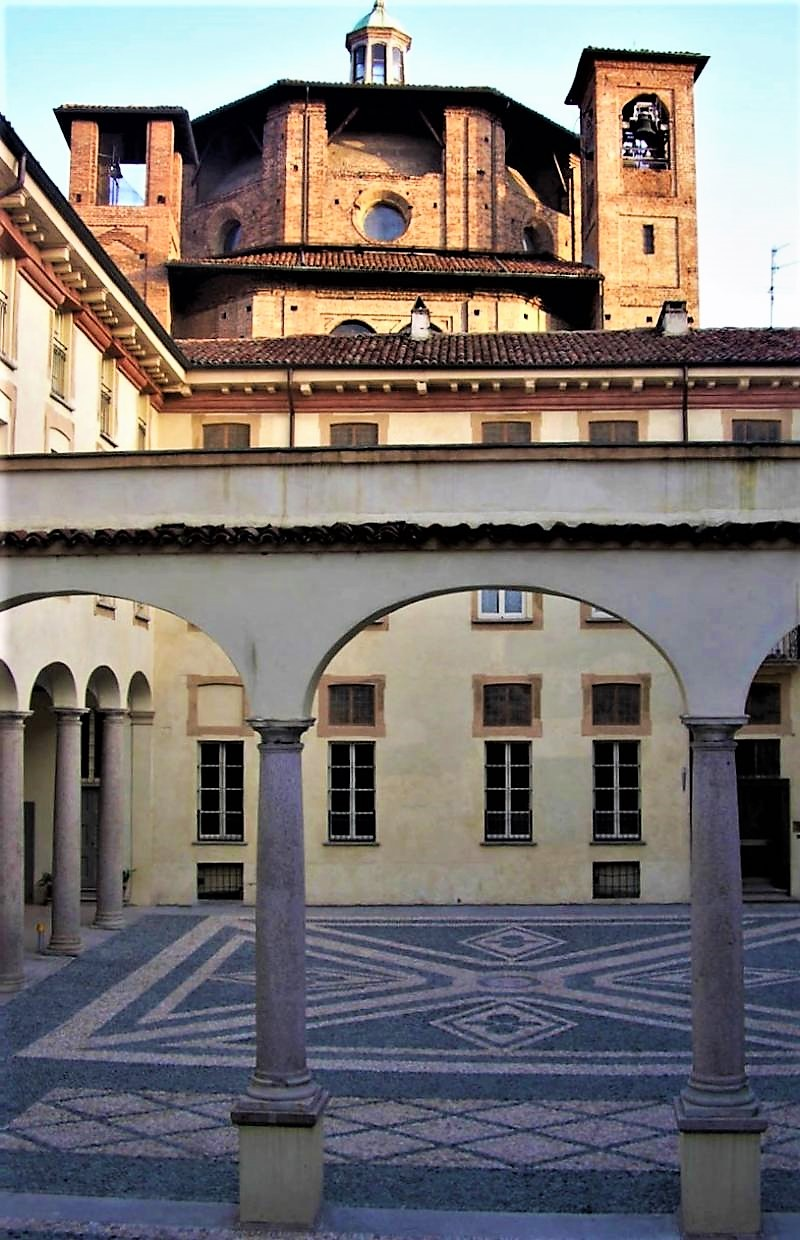
Il cortile interno con alle spalle la chiesa di Santa Maria di Canepanova.